# Joseph Wasko
Joseph Wasko (* 28. November 1931 in Vineuil-Saint-Firmin) ist ein ehemaliger französischer Radrennfahrer.

## Sportliche Laufbahn
1956 wurde Wasko Unabhängiger, 1958 Berufsfahrer im Radsportteam Alcyon-Dunlop.
Die Tour de Champagne gewann Wasko mit einem Etappenerfolg 1956. Im Einzelzeitfahren um den Grand Prix de France wurde er Zweiter hinter Michel Vermeulin. 1957 siegte er in der Tour de Bretagne für Unabhängige und hatte einen Etappenerfolg im Circuit des Ardennes. 1958 konnte er die Tour de Normandie mit einem Etappensieg für sich entscheiden. In der Bulgarien-Rundfahrt wurde er hinter Bojan Kozew Zweiter. 1959 siegte er in der Tour de l’Oise mit einem Etappenerfolg vor Jean-Claude Grèt und Klaus Bugdahl. Dazu kam der Sieg im Eintagesrennen Paris–Chauny. 1961 gewann er den Grand Prix de Fourmies und eine Etappe der Tour de Champagne. In der Tour de l’Oise belegte er den 2. Platz hinter Jaime Alomar.
Die Tour de France fuhr er zweimal. 1960 wurde er 38. und 1961 24. des Endklassements.